# Саша и Сирожа
«Саша и Сирожа» — художественно-музыкальный проект с участием художника Алексея Хацкевича и музыкантов групп Ленинград, SPITFIRE,. Ранее — творческий дуэт Алексея Хацкевича и музыканта Сергея Михалка. Поле деятельности коллектива весьма обширное: от телепередач до музыки, в основном развлекательного содержания.
В мае 2020 года Сергей Михалок сообщил о возрождении творческого дуэта «Саша и Сирожа», об этом он написал в своем Instagram. Сразу после заявления Сергея о возрождении, дуэт начал работать над новым альбомом под названием "ХЛОРКА". Ребята готовились к туру по городам Украины и Беларуси, и даже опубликовали один из треков который должен был войти в альбом. Но по не известным причинам альбом так и не был выпущен, и Сергей не вернулся к дуэту, при этом его коллега по дуэту Алексей Хацкевич продолжил возрождать группу, и в 2022 году выпустил новый альбом "КУЙ".

## История
В 1980-х годах Алексей Хацкевич, будучи учеником художественной школы, познакомился с одноклассником Сашей и его братом Сергеем из деревни. Их образы были настолько яркими и нестандартными, что не давали покоя юному художнику.
Года с 1986 эти два реальных придурка жили в комиксах в моём исполнении.Алексей Хацкевич
Так и появился проект.

В далёкие времена мы рисовали комиксы, героями которых были двое реально существовавших белорусских парней Саша и Сирожа — они уже не деревенщина, но ещё и не горожане. Они разбираются в музыке, знают, что такое рэп и металл, могут рассуждать о серьёзных вопросах современности. Друзья бродят по Минску, общаются с людьми, попадают в различные комические ситуации.
— Сергей Михалок
Группа сразу после его основания получила положительную репутацию. После выпуска песни «Калыханка» в Белоруссии стало очень популярным слово колдырь.

Согласно легенде, слово придумал Леша Хацкевич, Хацон, мой друг. Не путайте колдыря с гопотой и урками и с бритыми пацанами из Шабанов. Колдырь живёт в каждом человеке, независимо от социального положения. Не почистил зубы утром — это колдырь в тебе ожил. Пошёл в спортивных штанах в магазин — колдырь. Хочешь кошке ногой поддать, но сдерживаешься — победил в себе колдыря. Чёрное альтер эго человека — колдырь. Убей в себе колдыря и т. д. такая идея. Мы сейчас её раскручиваем в серии телепрограмм, на украинском телевидении скоро пойдут. На Белорусском телевидении мы больше работать не будем. Не будем колдыриться.
— Сергей Михалок
На самом же деле, слово это — калдыр — в белорусском языке старое и означает амбал, увалень.
Именно в процессе создания песни «Калыханка» и оформился костяк группы: к Хацкевичу, Михалку и продюсеру Колмыкову присоединился Матвей Сабуров (известный по минской музыкальной группе «Плато»). Матвей стал режиссёром, аниматором и главным по компьютерным технологиям.
Зимой 2003 года в эфире минского «Альфа Радио» появляются «Оперы для ленивых», выпущенные в июле 2003 на компакт-диске компанией «Гранд рекордс». Саша и Сирожа пересказывали сюжеты известных опер так, как они понимают. На этом этапе к проекту присоединился Виталик Дроздов.
В конце 2004 года участники коллектива решили записать альбом «Ска-ты!». Альбом был выпущен компанией «Moon Records», и 10 июня в киевском клубе «Бинго» состоялась его концертная презентация.
Группа «Саша и Сирожа» входит в творческое объединение «Дети солнца», наряду с группами «Ляпис Трубецкой», «Здоб ши здуб», «ТТ-34», «Крамбамбуля», «Мантана», «Merry Poppins», «Пиво вдвоём». Всего в альбом «Ска-ты!» вошло четырнадцать песен, а также видеоклипы на песни «Калыханка» и «Филя» (в версии без цензуры).
В 2001—2004 годах выходила телепередача «Калыханка».
С 2003 года эфир передачи «Достань звезду» на «Первом национальном канале» приостановлен из-за низкого рейтинга.
В 2024 году Алексей Хацкевич анонсировал российские концерты в рамках группы «Саша и Сирожа», которые запланированы на вторую годовщину открытого вторжения России в Украину. Эти анонсы вызвали критику в СМИ и в соцсетях.

## Дискография

### Студийные альбомы
- 2003 — Опера для ленивых
- 2005 — Ска-ты![бел.]
- 2022 — КУЙ

### Синглы
- 2022 — Гум
- 2023 — Крошка

## Состав

### Текущий состав
- Алексей Хацкевич — вокал
- Андрей Кураев — электро-контрабас
- Григорий Зонтов — саксофон
- Денис Ден — гитара
- Александр Ежов — баян
- Игорь Розанов — барабаны
- Алексей Зубков — балалайка

### Бывшие участники
- Сергей Михалок — вокал
- Матвей Сабуров — программирование, анимация